# Rizal
Pour les articles homonymes, voir Rizal (homonymie).
Rizal est une province des Philippines. Elle a été nommée d'après l'écrivain et héros national José Rizal (1861-1896). Elle se trouve sur l'île de Luçon, une vingtaine de kilomètres à l'est de Manille. La capitale de la province est Antipolo mais le capitole se trouve toujours à Pasig City.
Rizal est bordée par le Grand Manille à l'ouest, la province de Bulacain au nord, Quezon à l'est et Laguna au sud. La province borde aussi les rives nord de Laguna de Bay, le plus grand lac des Philippines. Rizal est une province montagneuses, située sur les pentes du sud de la Sierra Madre. Antipolo City offre une vue sur la baie de Manille et abrite la chute d'eau de Hinulugang Taktak.

## Villes et municipalités
Municipalités
- Angono
- Baras
- Binangonan
- Cainta
- Cardona
- Jalajala
- Morong
- Pililla
- Rodriguez
- San Mateo
- Tanay
- Taytay
- Teresa

Villes
- Antipolo